# 尼斯区
尼斯区（法語：arrondissement de Nice）是法国滨海阿尔卑斯省所辖的一个区。总面积3067.4平方公里，总人口523097，人口密度171人/平方公里（2018年）。主要城镇为尼斯。

## 辖区
尼斯区辖有101个市镇。